# Atatürkova přehradní nádrž
Atatürkova přehrada (turecky Atatürk Baraj Gölü) je přehrada v Turecku. Nachází se ve Východní Anatolii na řece Eufrat. Umělá nádrž má rozlohu 817 km² a je třetí největší vodní plochou Turecka. Zadržuje 48,5 km³ vody a její vzdutí sahá 180 km proti proudu. Zasahuje na území provincií  Adıyaman, Diyarbakır a Şanlıurfa. Nadmořská výška při plném stavu vody činí 542 m.
Přehrada byla postavena v letech 1982 až 1990 v rámci Jihovýchodního anatolského projektu. Původně se nazývala Karababa, pak dostala název na počest prezidenta Mustafy Kemala Atatürka. Náklady na stavbu byly přibližně 1,4 miliardy USD. Kvůli přehradě bylo přesídleno zhruba 55 000 lidí. Při napouštění nádrže bylo zaplaveno neolitické sídliště Nevalı Çori a pozůstatky Samosaty, hlavního města starověkého státu Kommagene.
Koruna sypané hráze je 1820 m dlouhá a 184 m vysoká. V roce 1992 byla spuštěna hydroelektrárna s kapacitou 2 400 MW, která vyrábí téměř 10 % elektrické energie Turecka. Voda z nádrže slouží k zavlažování zemědělské půdy o rozloze 4 760 km² a umožňuje pěstování bavlníku na Harranské pláni. Přehrada je také využívána k rekreaci. V jezeře žije množství ryb druhů jako kapr obecný, sumec irácký a cípal abu.
Oba břehy spojuje most Nissibi, dlouhý 610 metrů. Projekt vytvořil mnoho pracovních míst a zastavil vylidňování okolního kraje. Byl však také kritizován pro zadržování vody přitékající do Sýrie a pro podezření, že masa vody zvyšuje riziko zemětřesení.
Přehrada byla v letech 1995 až 2009 vyobrazena na tureckých bankovkách.